# NGC 2442 và NGC 2443
NGC 2442 và NGC 2443 là hai phần của một thiên hà xoắn ốc trung gian duy nhất, thường được gọi là Thiên hà Meathook. Nó cách khoảng 50 triệu năm ánh sáng trong chòm sao Volans và được Sir John Herschel phát hiện vào ngày 23 tháng 12 năm 1834. Liên kết với thiên hà này là HIPASS J0731-69, một đám mây không có khí sao. Có khả năng đám mây đã bị xé ra khỏi NGC 2442 bởi một người bạn đồng hành.
Gaia16cfr là một kẻ mạo danh siêu tân tinh xảy ra vào NGC 2442 vào ngày 1 tháng 12 năm 2016. Nó đạt đến cấp sao biểu kiến Gaia là 19,3 và cấp sao tuyệt đối khoảng − 12.

## Bộ sưu tập

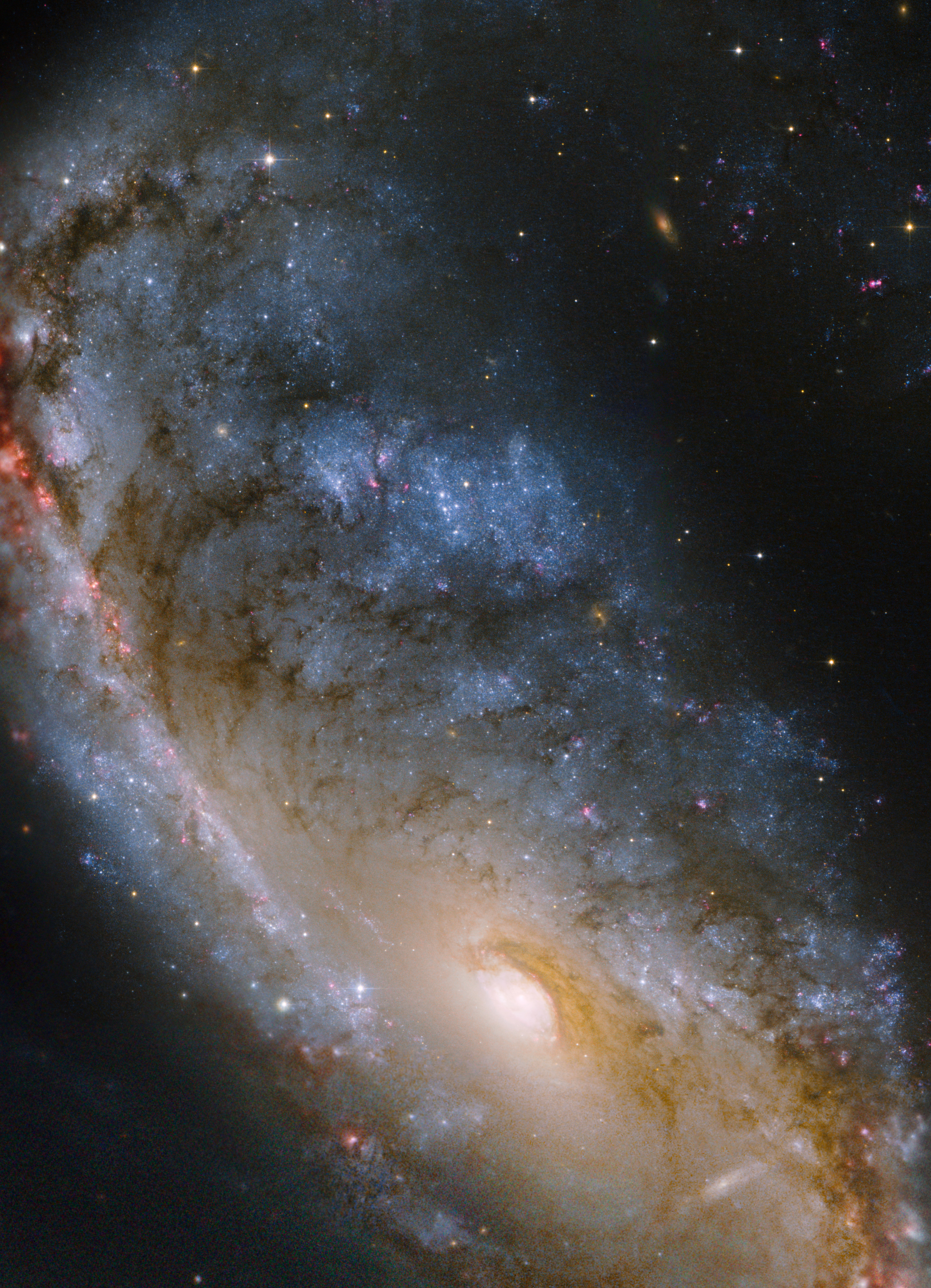
>Khung nhìn Hubble cận cảnh này của Thiên hà Meathook (NGC 2442) tập trung vào sự gọn nhẹ hơn của hai nhánh xoắn ốc không đối xứng cũng như các khu vực trung tâm.
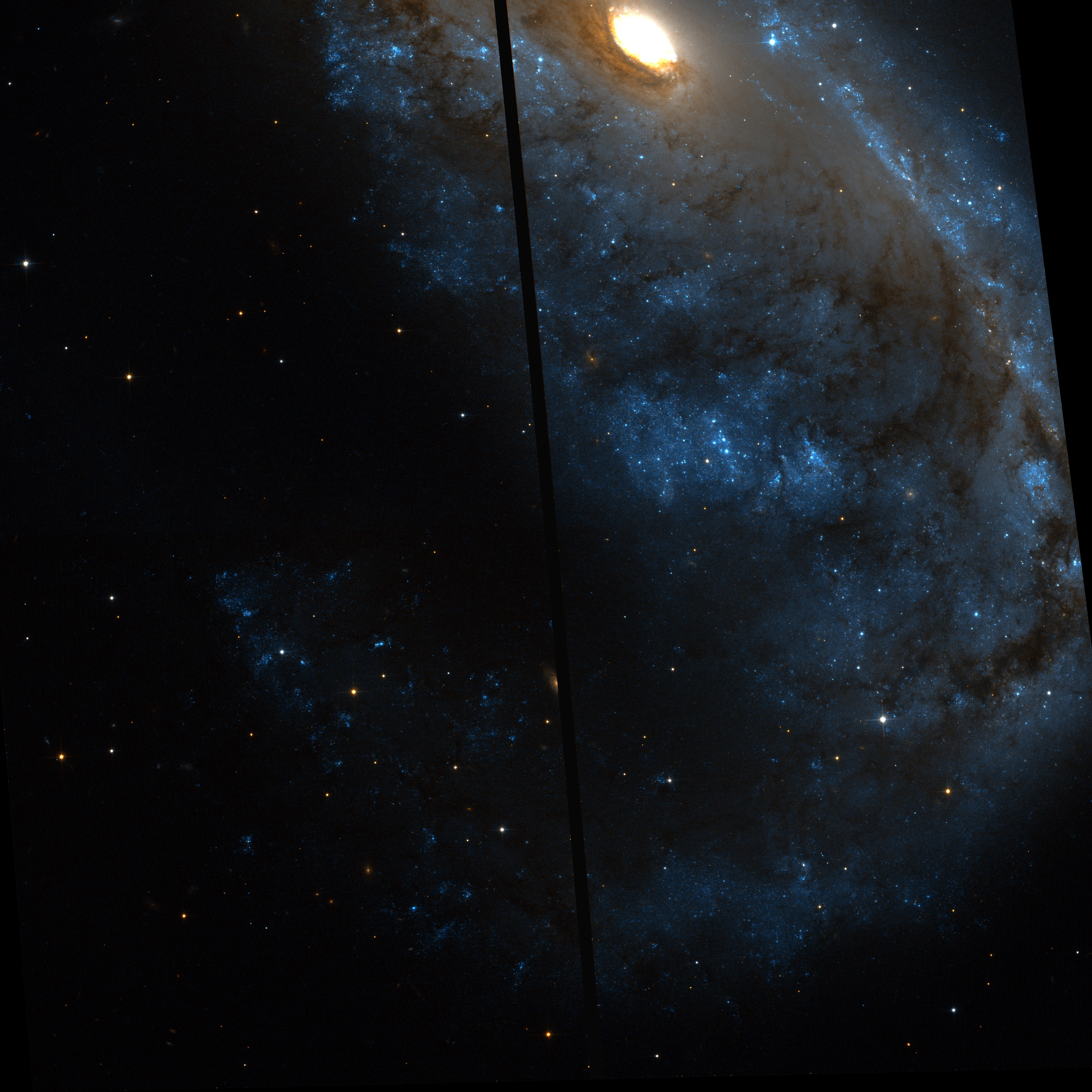
Lõi NGC 2442 và cánh phía nam đóng lên bằng Kính viễn vọng Không gian Hubble, góc nhìn 3,4..
NGC 2442/2443 không có bộ lọc.